# Chadli Bendjedid
Chadli Bendjedid (àrab: شاذلي بن جديد, Xāḏlī ibn Jadīd) (Bouteldja, 14 d'abril de 1929 - Alger, 6 d'octubre de 2012) va ser un militar i polític algerià, President d'Algèria entre el 9 de febrer de 1979 i l'11 de gener de 1992. Nascut el 14 d'abril de 1929, va servir com a oficial en l'Exèrcit francès abans de desertar i integrar-se al Front Nacional d'Alliberament (FLN) en l'inici de la Guerra de la Independència. Va ser Ministre de Defensa des de novembre de 1978 a febrer de 1979, i va ser nomenat President del país a la mort d'Houari Boumédiènne.
Com a President, va reduir el paper de l'Estat en l'economia i va alleugerir la vigilància del mateix sobre els ciutadans. A finals dels anys 1980, quan l'economia del país va entrar en crisi a conseqüència de la Crisi del Petroli, van créixer les protestes contra el FLN que governava en un sistema de partit únic. Llavors va iniciar el procés de democratització cap a un sistema multipartidista. Però, en l'any 1991, una intervenció militar va paralitzar el procés de les eleccions municipals per evitar el triomf del Front Islàmic de Salvació, forçant Bendjedid a proclamar la seva dimissió, i donant inici a la Guerra Civil Algeriana.
Bendjedid va ser hospitalitzat a París al gener del 2012 per tractar-se d'un càncer, i hi tornà en el mes de maig i a l'octubre del mateix any. El 3 d'octubre va ingressar en la unitat de cures intensives de l'hospital militar d'Ain-Naadja, a l'Alger, on va morir el 6 d'octubre.